# Коробьина, Ирина Михайловна
Ири́на Миха́йловна Коробьина́ (род. 4 марта 1957, Калининград) — российский исследователь архитектуры, в 2010—2017 гг. директор Государственного научно-исследовательского музея архитектуры им. А. В. Щусева.
Кандидат архитектуры, действительный член Международной академии архитектуры (Московское отделение), действительный член Национальной академии дизайна, почетный член Российской академии художеств, советник Российской академии архитектуры и строительных наук , Member of Advisory Board of The Barcelona Institute of Architecture, Member of Advisory Board of Confluence (France), президент российского комитета IARPS, член Союза архитекторов России, лауреат Президентской стипендии. Награждена крестом «За увековечивание памяти Отечественной войны 1812 года».

## Профессиональная деятельность
В 1980 году И. М. Коробьина окончила Московский архитектурный институт, кафедра Теории и истории архитектуры и градостроительства.
В период с 1980 по 1983 год являлась младшим научным сотрудником Отдела научно-исследовательских работ ЦНИИЭП им. Б. С. Мезенцева (отдел Городских общественных центров).
1983—1985 гг. — аспирантка очного отделения Аспирантуры при ЦНИИЭП жилища.
В 1986 году защитила кандидатскую диссертацию на тему: «Преобразование объектов культуры в многофункциональные культурные центры», научный руководитель В. Л. Кулага.
С 1986 по 1989 год работала в должности старшего научного сотрудника ВНИИТАГ (Всероссийского научно-исследовательского института теории архитектуры и градостроительства).
В 1992 году основала и возглавила Архитектурную галерею, некоммерческую организацию культуры в составе Центра современного искусства на Якиманке .
1992—1999 гг. — главный специалист Управления по делам изобразительного искусства Министерства культуры РФ.
1998—2003 гг. — автор и ведущая еженедельной ТВ программы «Архитектурная галерея», которая знакомит зрителей с проблемами архитектуры, градостроительства, дизайна, героями и анти-героями архитектурного цеха.
В 2001 году Ирина Коробьина основала Центр современной архитектуры (Ц:СА некоммерческое партнёрство) и возглавляла его вплоть до 2010 года. Основные направления работы Ц:СА — просвещение, лекционная деятельность, проведение проектных семинаров, дискуссий, конференций, формирование цифрового и видео архива современной архитектуры, архитектурная документалистика, выставочная деятельность, создание телефильмов о проблемах архитектуры и градостроительства, пропаганда защиты памятников советского архитектурного авангарда, разработка стратегий городского развития в регионах.
В это же время И. Коробьина являлась куратором программы международных проектных семинаров Арх-Десант (Урюпинск 2001, Димитровград 2002, Тобольск 2003, Н.Новгород 2005, Казань 2006, Пирогово 2007, Винница 2008, Владикавказ 2010). В 2006 году — куратор выставочного проекта «Город Солнца» в международной экспозиции в павильоне Италии на Венецианской биеннале.
В апреле 2010 года назначена на должность директора Музея архитектуры им. Щусева. В 2017 году покинула пост по собственному желанию. За годы работы Ирина Коробьина восстановила полуразрушенный музейный комплекс и провела его радикальную реорганизацию, включая деятельность Музея, а также его хранительские и экспозиционно-выставочные пространства, в том числе добилась приведения в порядок Главного здания музейного комплекса, состояние которого представляло угрозу и для памятника, и для хранящихся в нём коллекций, также создания Музейного дворика и реновации Флигеля Руина, признанных знаковыми пространствами Москвы. Масштабные восстановительные работы были проведены, в основном, за счет внебюджетных средств и спонсорской поддержки, привлеченных Коробьиной.
В 2018 году Ирина Коробьина запустила архитектурный YouTube OpenArch, став его продюсером и шеф-редактором. Канал, адресованный широкой аудитории, осуществляет независимую экспертизу процессов городского развития, раскрывает их движущие силы и механизмы, представляет авторитетных профессионалов в этой области, продвигает самые достойные и анализирует самые значительные проявления российской и мировой архитектуры, нацелен на повышение уровня архитектурной культуры населения.
С 2019 года Ирина Коробьина является Президентом Российского комитета Международной ассоциации IARPS (International Association for the Reunification of the Parphenon Sculptures).
С 2020 года - профессор Московского архитектурного института (Государственная академия).

## Семья
Муж Ирины Коробьиной — Владимир Витальевич Селивохин (1946—2015), пианист, народный артист России, лауреат премии Феруччио Бузони в Больцано, награждён медалью Артуро Тосканини и орденом Дружбы народов. Сын — Дмитрий Селивохин (род. 1986), архитектор.

## Проекты
- С 2001 по 2010 год являлась куратором лекционных программ «Кредо» и «Современный город», а в 2004 году стала куратором выставочного проекта «Город Солнца. Иван Леонидов» в павильоне Италии, IX Архитектурная бьеннале в Венеции;
- 2006 год — куратор видеопроекта «Архитектурные шахматы» в павильоне России на IX архитектурной бьеннале в Венеции;
- 2006—2007  — куратор фестиваля современной голландской архитектуры «Удачная архитектура» в Москве и Санкт-Петербурге;
- 2006—2008  — куратор выставки New Moscow 4 in Mendrisio, Tourin (XIII Congress UIA), Bolzano;
- 2008—2010  — куратор фестиваля современной голландской архитектуры Lucky Dutch[16] , Москва, Санкт-Петербург, Казань;
- 2008  — куратор видеопроекта в рамках экспозиции павильона России на Венецианской биеннале архитектуры;
- 2011  — куратор конкурса и выставки «Россия — пространство современной архитектуры», каталог (спец. выпуск журнала Татлин);
- 2013  — куратор выставочной и лекционной программы «Музей > Новое пространство»[17];
- 2013—2014  — куратор программы «Узнай полную историю»[18];
- 2014  — куратор выставки «Интерфейс МА»;
- 2014—2016  — куратор постоянной экспозиции МА «Великие проекты России».

## Документальные фильмы и телевизионные программы
Ирина Коробьина — автор и ведущая цикла телевизионных программ «Архитектурная галерея» — первой отечественной телевизионной программы, посвященной архитектуре, градостроительству и дизайну. Программа выходила ежедневно с 1999 по 2003 год на канале «Культура». За четыре года в эфир вышло порядка 150 телепрограмм.
Перечень документальных фильмов:
- «Архитектор Иван Леонидов» (2002 год, хронометраж 26 мин.), Ц:СА;
- «Театральный роман. Мариинка, 2» (2003 год) по заказу ВГТРК «Культура»;
- «Уроки Рима» (2005 год, 26 мин.), Ц:СА;
- «Хроники ГосПрома» (2006 год), Ц:СА.

Цикл из 8 фильмов Проекции Авангарда 2007 год , Ц:СА по заказу ВГТРК «Культура» (хронометраж каждого фильма 15 минут):
- Зона риска — Авангард;
- Дом Наркомфина. История Кораблекрушения;
- Храм души архитектора Мельникова;
- Клубная жизнь Страны Советов;
- Архитектура Республики Коммуна;
- Отверженные;
- Реконструкция? Реставрация;
- Метаморфозы Советского Авангарда.

«Авангард Страны Советов» (2008 год, 52 мин.) Ц:СА по заказу ВГТРК «Культура»;
«Архитектура Поднебесной» (2009 год, 26 мин.) Ц:СА по заказу ВГТРК «Культура»;
«Городское кунгфу» (2009 год, 26 мин.) Ц:СА по заказу ВГТРК «Культура»;
«Норман Фостер. Высота» (2010 год, 39 мин.) Ц:СА по заказу ВГТРК «Культура».
Цикл из 4 документальных фильмов «Город женщины» (2012 год, хронометраж каждого фильма 26 минут) Ц:СА по заказу ВГТРК «Культура»:
- Заха Хадид;
- Голландские горы Франсины Хубен;
- Одиль Декк. Сделка со страстью;
- Русские кариатиды.

Цикл из 4 документальных фильмов «Голландские берега» (2013 год, хронометраж каждого фильма 26 минут) Ц:СА по заказу ВГТРК «Культура»:
- Страна как проект;
- Море домов;
- В волнах обновления;
- Город на плаву.

Документальный фильа «АрхиМузей» (2016 год, 44 мин.) Ц:СА.
Цикл из 4 документальных фильмов «Дом архитектора» (2019 год, хронометраж каждого фильма 26 минут) Ц:СА по заказу ВГТРК
Дом Восходящего Солнца
Дом вне Времени
Дом Женщины с Характером
Дом Строителей Будущего
Цикл из 4 документальных фильмов «Дом архитектора» (2020 год, хронометраж каждого фильма 26 минут) И. М. Коробьина по заказу ВГТРК
Дом из мечты и палок
Дом обещанного счастья
Дом новых рационалистов
Дом без стен и потолка
Цикл из 4 документальных фильмов «Дом архитектора» (2021 год, хронометраж каждого фильма 26 минут) И. М. Коробьина по заказу ВГТРК
Дом наследников Авангарда
Дом архитектурных ценностей
Дом любителей советского модернизма
Дом нового в старом

## Избранные публикации и книги
- Мультимедийный сборник Архитектор Иван Леонидов, 2003, Ц:СА;
- Moscow Abitare, приглашенный редактор, автор текстов, 2004, Italy;
- Ц:СА 5, Центр современной архитектуры, Линия-График, 2005, Москва;
- New Moscow 4, 2006, Universita della Svizzeria Italiano. Accademia di architettura, con il patrocinio della Commissione UNESCO;
- Гид по современной архитектуре Москвы и Подмосковья, шеф-редактор, автор текстов, 2007, Ц:СА. Астрея Центр;
- Moscow Area 96, приглашенный редактор, автор текстов, 2007, Italy;
- Ivan Leonidov 1902—1959, Electaarcittetura, Mondadori, 2009, Milano, Italy;
- Project International 23, спец.выпуск, посвященный современной голландской архитектуре, приглашенный редактор, автор текстов, 2009, Москва;
- Ц:СА 5+5, Центр современной архитектуры, Астрея-Центр, 2010, Москва;
- Государственный музей архитектуры им. А. В. Щусева. Путеводитель по коллекциям, шеф-редактор, автор текстов, ГНИМА, Легейн, 2011, Москва;
- Музей архитектуры / прошлое / настоящее / будущее — концепция развития, ГНИМА, Астрея-Центр, 2011, Москва;
- Museum in the City, Area, 2015, Italy.
- МУЗЕЙ. Проектируя будущее, Кучково поле, 2017, Москва.

## Присутствие в СМИ
- Марина Лошак и Ирина Коробьина на Худсовете — ТВ Культура, 17.06.2013,http://tvkultura.ru/video/show/brand_id/19725/episode_id/486194/video_id/486357
- Ирина Коробьина: «Мы генерируем идеи» — Ведомости, 17.07.2013, http://www.vedomosti.ru/lifestyle/news/14256091/vbrosit-ideyu-v-obschestvo
- Как будет выглядеть музей в доме Мельникова — Ведомости, 26.07.2013, http://www.vedomosti.ru/lifestyle/news/14607081/kak-budet-vyglyadet-muzej-v-dome-melnikova
- Наблюдатель — ТВ Культура, 23.01.2014, http://tvkultura.ru/video/show/brand_id/20918/episode_id/961376/video_id/963432
- Ирина Коробьина рассказала о вкладе в архитектуру Москвы Бориса Тхора — Москва 24, 22.02.2014, http://www.m24.ru/videos/43161?attempt=1
- Один в поле воин — Труд, 19.08.2014, http://www.trud.ru/article/19-08-2014/1316820_odin_v_pole_voin.html